# Kinn

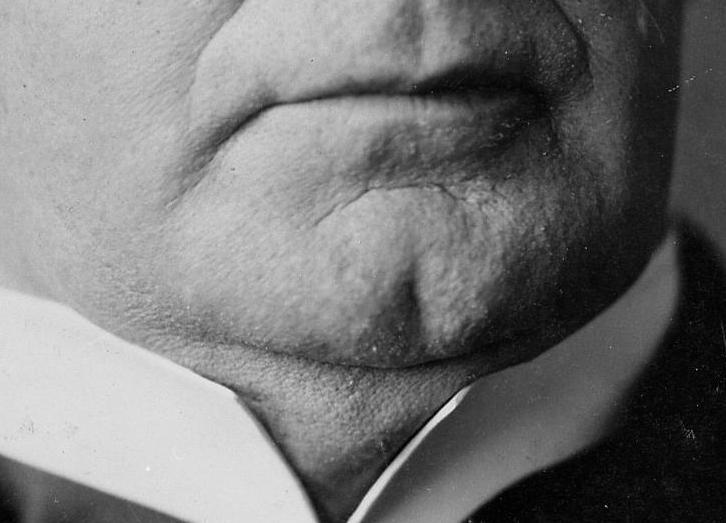
Das Kinn von William McKinley mit Kinngrübchen

Als Kinn (lat. Mentum) bezeichnet man den unteren Teil des Gesichts im Bereich des Unterkiefers, der von der Protuberantia mentalis und den beiderseitigen lateralen Höckerchen (Tubercula mentalia) des Unterkiefers gestützt wird. Darüber liegen der Kinnmuskel (Musculus mentalis), seitlich davon der Niederzieher der Unterlippe (Musculus depressor labii inferioris) und oberhalb die untere Portion des Mundschließmuskels (Musculus orbicularis oris). Diese Muskeln gehören zur mimischen Muskulatur und werden vom Nervus facialis innerviert. Die sensible Innervation erfolgt durch den Nervus mentalis, einen Ast des Nervus alveolaris inferior. Die Blutversorgung gewährleistet der Ramus mentalis der Arteria und Vena alveolaris inferior. Unterhalb des Kinns liegen zwischen den vorderen Bäuchen der Mm. digastrici die Kinnlymphknoten (Lymphonodi submentales). Die sichtbaren Bereiche lateral des Kinns werden als Kinnbacken bezeichnet.
Das vorspringende Kinn ist ein Erwerb des rezenten Menschen und dient wahrscheinlich als Verstärkung des Unterkiefers an der Grenze der beiden Kieferhälften. Im Gegensatz zu der (älteren) nach innen hin ausgebildeten Verstärkung der Verbindung bei Frühmenschen und jenen Tieren, die aufgrund eines frei beweglichen Kiefers ebenfalls eine festere Verbindung der Unterkieferhälften benötigen, ist diese Verstärkung beim modernen Menschen nach außen hin ausgebildet, was der Zunge mehr Bewegungsfreiheit gibt. Die Einzigartigkeit des Kinns steht so wohl in direktem Zusammenhang mit der Einzigartigkeit der Sprachfähigkeit des modernen Menschen.
Ein fliehendes (zurückliegendes) oder zu kleines Kinn tritt bei einigen Syndromen wie dem Schlafapnoe-Syndrom oder dem fetalen Alkoholsyndrom auf.
Als Doppelkinn bezeichnet man eine Fettschürze unter dem eigentlichen Kinn, diese kann auch operativ entfernt werden.

## Das Kinn als Attraktivitätsmerkmal

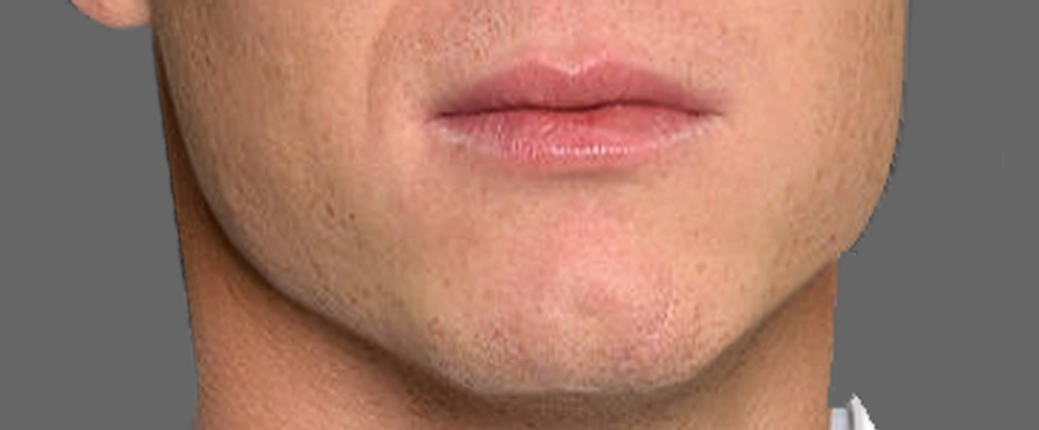
Kantiges Männerkinn

Wissenschaftliche Studien belegen, dass Frauen das Aussehen von Männern am Kinn bewerten. Attraktivität setzt ein markantes kantiges Kinn voraus, und wird mit Stärke und Abenteuerlust in Verbindung gebracht.
Eine perfekt definierte Kinn-Kiefer-Linie („Jawline“) gilt als Schönheitsideal. Ein markantes Kinn ist erblich bedingt und wird über den Testosteronspiegel des Bluts der Mutter bestimmt.